# マイク・ジョージ
マイク・ジョージ（"The Timekeeper" Mike George、本名：Michael George、1949年11月30日 - ）は、アメリカ合衆国の元プロレスラー。ミズーリ州セントジョセフ出身。
現役選手時代は正統派のパワーファイターとして活躍し、次期NWA世界ヘビー級チャンピオン候補の呼び声も高かった。

## 来歴

### デビュー〜1970年代
地元のミズーリやカンザスを拠点とするNWAセントラル・ステーツ地区のプロモーター、グスト・カラスにスカウトされて1971年にデビュー。ジム・ブランゼルとの若手コンビで活動し、1973年10月25日にロード・アル・ヘイズ&ロジャー・カービーから同地区認定のNWA世界タッグ王座を奪取。翌1974年3月21日にはブルドッグ・ボブ・ブラウンを破ってシングルのセントラル・ステーツ・ヘビー級王者にもなっている。
1975年4月、全日本プロレスの『第3回チャンピオン・カーニバル』に初来日。ジン・キニスキー、キラー・コワルスキー、ミスター・レスリング、マーク・ルーイン、そして特別参加のブルーノ・サンマルチノとディック・ザ・ブルーザーという豪華メンバーが集結したこのシリーズにおいてはグリーンボーイ扱いで、予選トーナメント1回戦で高千穂明久に敗退したものの、共に初来日した同世代のボブ・オートン・ジュニアやスティーブ・カーンと共に次代を担う有望株として期待された。4月10日、宮城県スポーツセンターで行われたジャイアント馬場対ディック・ザ・ブルーザーのPWFヘビー級王座戦ではブルーザーのセコンドを務め、馬場のセコンドについていたジャンボ鶴田とも乱闘を演じた。
その後もセントラル・ステーツ地区を主戦場に、フロリダ（エディ・グラハム主宰のチャンピオンシップ・レスリング・フロム・フロリダ）やジョージア（ジム・バーネット主宰のジョージア・チャンピオンシップ・レスリング）など南部のテリトリーも転戦。フロリダでは1975年下期にキラー・カール・クラップからNWA南部ヘビー級王座を奪取している。本拠地の中西部では1976年2月、セントルイス、ガーデンシティ、カンザスシティの3か所でテリー・ファンクのNWA世界ヘビー級王座に連続挑戦。カンザスシティでは同年10月21日にスーパー・インターン（トム・アンドリュース）と組んでマッドドッグ・バション&バロン・フォン・ラシクを、1977年12月1日にはスコット・ケーシーと組んでクラッシャー・ブラックウェル&バック・ロブレイをそれぞれ破り、NWA世界タッグ王座を再三獲得した。
1979年より、ビル・ワットが主宰していたミッドサウス地区のMSWAに参戦。ジェリー・スタッブスからルイジアナ・ヘビー級王座とミシシッピ・ヘビー級王座を奪取し、9月5日にはミスター・レスリング2号を破り北米ヘビー級王座を獲得。ルイジアナとミシシッピの両王座は抗争相手のマイク・シャープ・ジュニアに奪われるが、9月28日にはボブ・スウィータンと組んでミッドサウス・タッグ王座の初代王者チームに認定されるなど、同地区のタイトルを総なめにした。

### 1980年代〜引退
1980年4月、MSWAからの外国人招聘ルートを持っていた国際プロレスの『'80ビッグ・チャレンジ・シリーズ』に参戦。負傷したキラー・ブルックスの代打としての急遽の来日だったものの、体格的にも実力的にも5年前の全日本初来日時と比べ格段にパワーアップしており、ジョー・ルダックから外国人エースの座を奪うなど下馬評以上の活躍を見せた（『週刊ファイト』では「小型ハンセン」とも評された）。同シリーズでは5月10日に八戸市体育館にてラッシャー木村のIWA世界ヘビー級王座に挑戦、木村を追い込んで引き分けている。
もともとはベビーフェイスのハンサム・ガイとして活躍してきたジョージだが、MSWAではボブ・スウィータンとのコンビでヒールに転向していた。翌1981年1月には先輩格のスウィータンに合わせ、カーリーヘアに顎髭を蓄えるなど、ビジュアル・イメージを一新させて国際プロレスの『'81新春パイオニア・シリーズ』に再来日。1月20日に大阪府立体育館にてスウィータンと組んでマイティ井上&アニマル浜口のIWA世界タッグ王座に挑戦し、1月30日の常陸太田大会では木村のIWA世界ヘビー級王座に再挑戦した。また、同シリーズでは末期の国際プロレスが社運をかけて企画した「ルー・テーズ杯争奪戦」の前期予選リーグも行われ、ジョージはトップの戦績で同年秋に開催が予定されていた決勝リーグへの進出を決めたが、開催前に国際プロレスが崩壊したために決勝大会が行われることはなかった。
その後はベビーフェイスに戻り、1981年5月13日にミズーリ州スプリングフィールドにてハーリー・レイスのNWA世界ヘビー級王座に挑戦、フォール勝ちを収めるも不透明な判定によって幻のNWA世界ヘビー級王者となっている。以降もMSWAとセントラル・ステーツ地区を主戦場に活動し、MSWAではジャンクヤード・ドッグやテッド・デビアスと組み、ボブ・ループ、ボブ・オートン・ジュニア、ポール・オーンドーフ、ワイルド・サモアンズらと抗争。セントラル・ステーツ地区ではマーク・ロメロ（ジェイ・ヤングブラッドの実弟マーク・ヤングブラッド）をパートナーに、デューイ・ロバートソン&ハーキュリーズ・ヘルナンデスなどのチームと1982年にタッグ王座を争った。同年は、7月23日にセントジョセフ、8月9日にウィチタにて、当時のNWA世界ヘビー級王者リック・フレアーに連続挑戦している。
1983年1月、新日本プロレスへの初参加が実現（『新春黄金シリーズ』後半戦への特別参加）。当時の新日本マットには元国際プロレスの木村、浜口、寺西勇らが「はぐれ国際軍団」として参戦しておりヒール人気を高めていた。ジョージは彼らの「助っ人」として、試合後のタイガーマスクを急襲するなどのヒールぶりを見せたが、日本人同士の軍団抗争をメインに据えようとする新日本の構想に外れたこともあり、活躍の機会には恵まれなかった。シリーズ最終戦である2月10日の蒲郡大会では、木村と組んでアントニオ猪木&ハルク・ホーガンと対戦している。

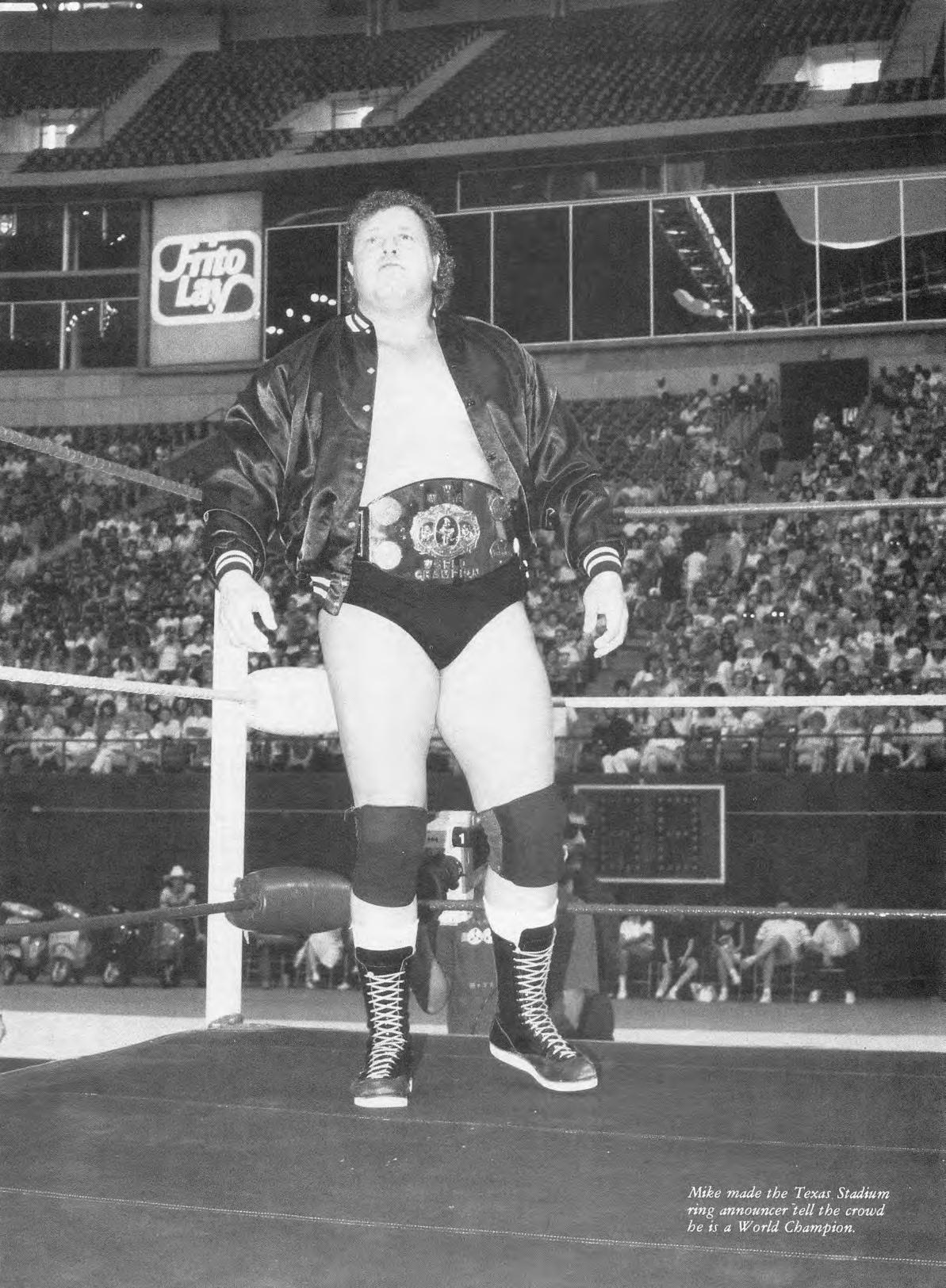
WWA世界ヘビー級王者時代（1988年）

以降は自動車ディーラーとなり一時リタイアしていたが1986年に復帰して、5月23日にアキオ・サトーからNWAセントラル・ステーツTV王座を、6月15日にルーファス・ジョーンズと組んでJ・R・ホッグ&ハクソー・ヒギンズからNWAセントラル・ステーツ・タッグ王座を奪取。1987年2月には全日本プロレスへの12年ぶりの来日を果たした。1988年1月23日にはセントラル・ステーツ地区で新設されたWWA世界王者決定トーナメントに参加、決勝でディック・スレーターを破って初代チャンピオンとなる。同王座を巡り、海外武者修行中だったマサ・チョーノこと蝶野正洋とも抗争を展開した。
1989年初頭にセントラル・ステーツ地区が活動を停止してからは、末期のAWAに参戦。同年2月7日、ミネソタ州セントポールで行われたAWA世界王者決定バトルロイヤルにも出場している（優勝はラリー・ズビスコ）。以降は髪をブロンドに染め、"ザ・タイムキーパー" なるニックネームのベテラン・ヒールとして、ポール・ダイヤモンド、ニキタ・コロフ、ザ・トルーパーなどと対戦した。1990年の引退後はディーラー事業に専念している。

## 得意技
- ショルダー・バスター
- ダイビング・ヘッドバット
- クローズライン
- ペンデュラム・バックブリーカー
- 河津落とし

## 入場テーマ曲
- Shinin' On / グランド・ファンク・レイルロード（国際プロレス参戦時に使用。『'81新春パイオニア・シリーズ』来日時には東京12チャンネル『国際プロレスアワー』のオープニングテーマにも使用された）[31]

## 獲得タイトル
セントラル・ステーツ・レスリング
- NWA世界タッグ王座：6回（w / ジム・ブランゼル×2、ジェリー・オーツ×2、スーパー・インターン、スコット・ケーシー）[5]
- NWAセントラル・ステーツ・ヘビー級王座：4回[6]
- NWAセントラル・ステーツ・タッグ王座：4回（w / ボブ・スウィータン、マーク・ロメロ×2、ルーファス・ジョーンズ）[22]
- NWAセントラル・ステーツTV王座：2回[26]
- WWA世界ヘビー級王座：2回[28]

チャンピオンシップ・レスリング・フロム・フロリダ
- NWA南部ヘビー級王座（フロリダ版）：1回[9]

NWAトライステート / MSWA
- NWA USタッグ王座（トライステート版）：2回（w / ポークチョップ・キャッシュ、ランディ・タイラー）[32]
- NWAトライステート・ヘビー級王座：1回[33]
- NWAトライステート・タッグ王座：1回（w / エド・ウィスコスキー）[34]
- ミッドサウス・ミシシッピ・ヘビー級王座：2回[13]
- ミッドサウス・ルイジアナ・ヘビー級王座：1回[12]
- ミッドサウス北米ヘビー級王座：1回[14]
- ミッドサウス・タッグ王座：2回（w / ボブ・スウィータン、ジャンクヤード・ドッグ）[15]